# Уґ'єн Уґ'єн
Уґ'єн Уґ'єн (англ. Ugyen Ugyen, народилась 2 червня 1974) — лучниця, яка представляла Бутан на міжнародному рівні.
Уґ'єн змагалась за Бутан у індивідуальному турнірі на літніх Олімпійських іграх 1996 року в Атланті. Вона посіла 60-е місце у ранговому змаганні, її перемогла Олена Садовнича з України.